# Монастир Святого Хреста (Омодос)
Монастир Святого Хреста (грец. μοναστήρι του Τιμίου Σταυρού) — один зі старовинних християнських монастирів, культурна та історична спадщина Кіпру. Храм заснований у 210 році, а монастир заснований у IV столітті імператрицею Оленою, матір'ю візантійського імператора Костянтина Великого. Місцева назва «Ставровуні» походить від «ставрос» — у перекладі «хрест», та «вуно» — гора (хрест гори). Після руйнування — відновлювався. Належить Кіпрській православній церкві (район митрополії Лімасолу). Розташований у селищі Омодос у Республіці Кіпр. Донині є дуже популярним місцем відвідування туристів й паломників. Зазначений монастир перетворився на діючу парафіяльну церкву.
Раніше там було язичницьке святилище. За легендою мешканці сусідніх сіл помітили вогонь у кущах (неопалиму купину), і на світанку вони помічали на тому місці вогонь кілька ночей підряд. І на розкопаному там місці місцеві мешканці виявили печеру та віднайшли хрест (зберігається в монастирі серед інших реліквій). Над печерою побудували церкву. На тому місці згодом спорудили монастир (до 327 року часу відвідування царицею Оленою). І утворилося більше поселення людей навколо монастиря. Протягом наступних років церква була розширена і перетворена на монастир з багатьма монахами, які були за походженням не лише з Кіпру, але і з-за кордону Кіпру.
З особистої ініціативи святої Олени у дарунок церкві до монастиря потрапили та зберігаються реліквії:

- частки від хреста на якому був розіп'ятий Ісус Христос (інкрустовані в коштовний хрест для богослужіння)[3][4][2];
- частини мотузок «Аґіос Канавос» («Свята мотузка з пеньки») або «Аґіо Скініо» («Свята мотузка»), чим був прив'язаний до хреста Ісус Христос після пробиття цвяхами, щоби вага власного тіла не послужила падінню з хреста, у наслідку розриву м'яких тканин тіла від металевих цвяхів (інкрустоване в коштовний хрест для богослужіння, є єдиною такою збереженою реліквією в світі)[4][2];
- мощі святого апостола Пилипа (голова інкрустована в коштовну раку, з особистою печаткою імператора Феодосія Великого та імператора Іраклія). Череп святого апостола Пилипа потім тримали в Константинополі до 31 липня 1204 р. Після нападу франків (Четвертий хрестовий похід) вказані мощі перевезено у селище Арсіноя (грец. Ἀρσινόη) біля Пафосу. Після викрадення коштовної раки від мощей у 1735–1770 рр. за допомогою єпископа Пафосу Панаретоса для більшої безпеки череп апостола був перенесений у нинішню церкву Святого Хреста селища Омодос (до 1788 р.)[4];
- частинки мощей святителя Миколая Чудотворця, великомучениці Варвари, великомучениці Марини, священномученика Харлампія, великомученика і цілителя Пантелеймона, святого мученика Трифона[3];

мощі 26 святих (див. їх список на ілюстрації англійською), камінь з Голгофи та інше.
Після багатьох чудес Хреста серед віруючих християн популярність цього монастиря зростала, він став одним з основних місць паломництва. Після хрестових походів у 1192–1571 рр. православні ченці були вигнані з монастиря і до 1471 р. перебував монастир у володінні римо-католицьких бенедиктинців. У 1426 році монастир був розграбований мусульманами під час одної єгипетської навали. Влітку 1570 р. на Кіпр окупували турки-оттомани. Завойовники розорили цю обитель Святого Хреста, а більшість чернецтва й мирян, котрі ховалися в монастирі, прийняли від них мученицьку смерть або були полонені ними. Під час панування Османської імперії панування монастир не припиняв свого життя: кіпріотам вдалося отримати у турецької окупаційної влади дозвіл на викуп захоплених монастирів. Близько 1700 р. монастир отримав привілеї від султана. У 1757 р. монастир був облаштований водяною цистерною та фонтаном монахом Германосом (розташоване на південно-західнім краю монастиря). Монастир мав нерухомість у Стамбулі та Російській імперії. У 1817 р. був позолочений іконостас церкви, отримано у дар з Російської імперії ікону (з написом старослов'янською мовою). У 1820-х рр. монастир був розбудований під юрисдикцією єпископа Пафосу Крісантоса. Зали та коридори монастиря були прикрашені різьбленим деревом у стилі рококо. Зразки ксилографії тут є найбільшими зі збережених на Кіпрі. Цей монастир допомагав таємній патріотичній грецькій організації «Філікі Етерія», що виникла в Україні та підгодовувала Грецьку революцію 1821 року. Зберігся дзвін подарований Досітеосом (Досіфеєм) у 1812 р., що лунав першим на Кіпрі в роки турецької окупації, як допомога монастиря земляцтву для Великої грецької революції 1821 р.. За що грецьке християнське духовенство та мирян цього храму мусульмани турки стратили обезголовленням 10 липня 1821 р. в місті Нікосії, разом з митрополитами Пафосу, Кітіону і Кіренії (Хрізантом, Мелетієм і Лаврентієм), архієпископом Нової Юстиніани й цілого Кіпру Кипріаном. У 1850 р. церква була відремонтована прийнявши свій нинішній вигляд; розписи допомагали робити художники з Російської імперії. Британське колоніальне правління у 1878–1960 роках принесло чергові випробування парафіянам храму цього монастиря. У 1917 р. майно монастиря було розділене жителями селища Омодос. Кілька років по тому монастир залишили останні ченці, й перетворено монастир на місцеву парохію. Останні розписи храму та монастиря робив грецький іконописець Отон Явопулос. До 1983 р. в монастирі не було електрики, телефону чи водопроводу. Водою монастир забезпечувався тільки за допомогою цистерн збору дощової води.

## Галерея

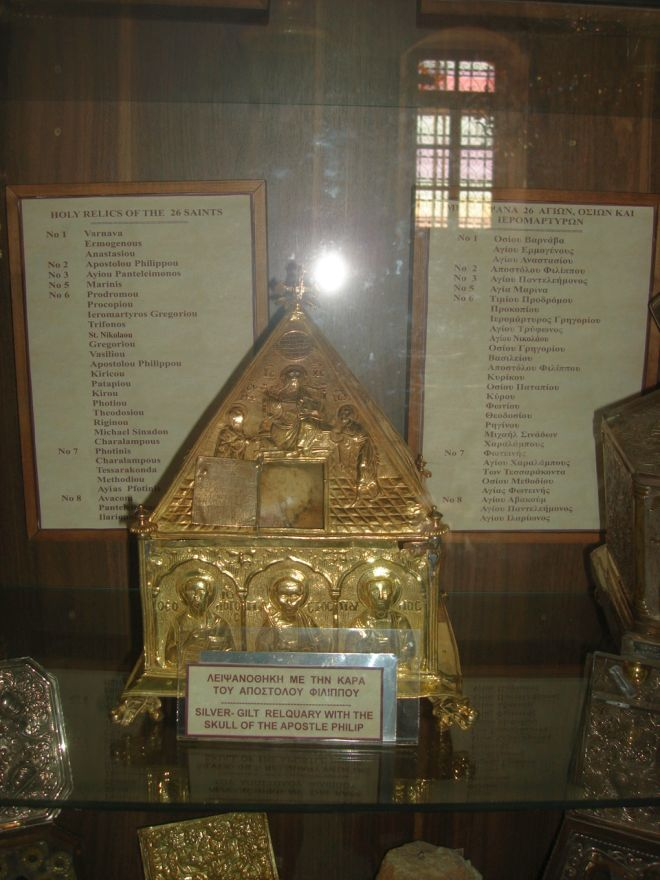
Голова (мощі) святого апостола Пилипа в селі Омодос на Кіпрі (у срібній скрині з позолотою, напис грецькою та англійською, зі списком 26 мощей святих), ліворуч у церкві
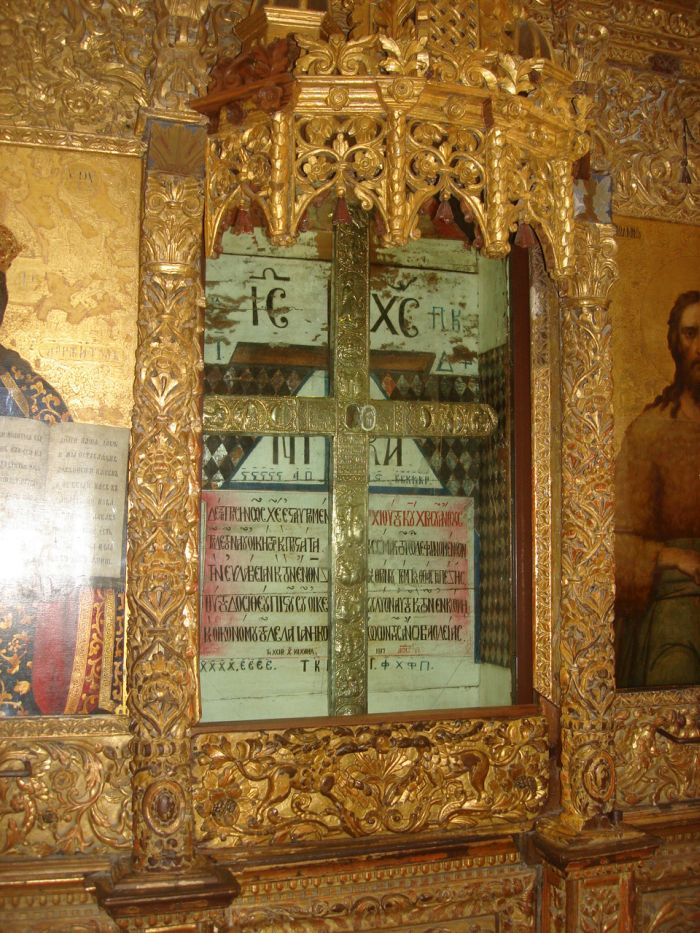
Хрест з мотузками з розп'яття (іконостас церкви Святого Хреста, село Омодос на Кіпрі)
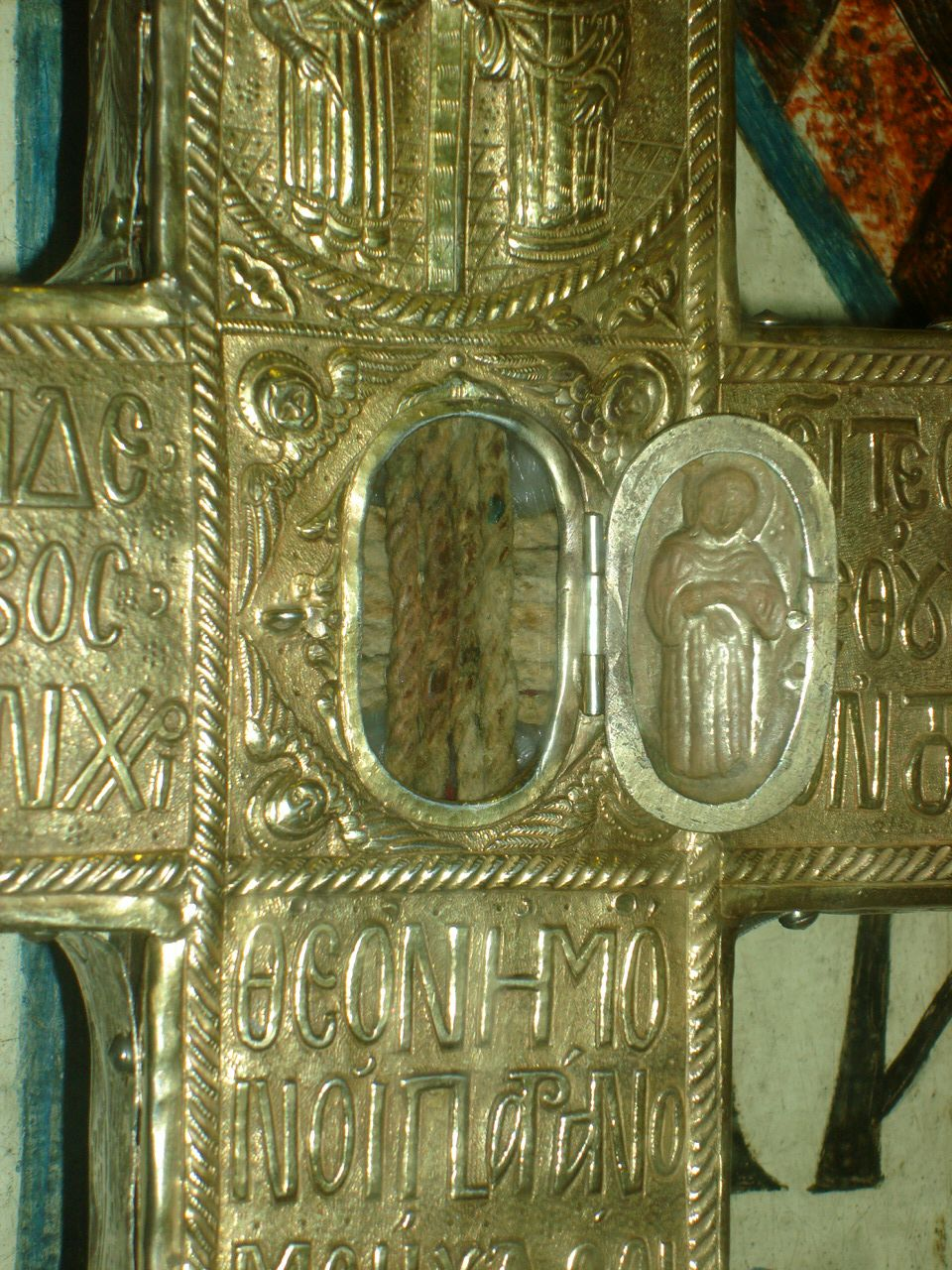
Реліквія — мотуззя з розп'яття в центрі хреста (іконостас церкви Святого Хреста, село Омодос на Кіпрі)
Храмова ікона Воздвиження Чесного Животворящого Хреста (праворуч після входу до храму)
Меморіальна дошка монастиря, праворуч від входу (210 рік заснування)